# أنطونيو كابرال
أنطونيو كابرال (بالبرتغالية: António Cabral‏) هو كاتب وشاعر برتغالي، ولد في 30 أبريل 1931 في Alijó ‏ في البرتغال، وتوفي في 23 أكتوبر 2007 في فيلا ريال في البرتغال.